# Cladosporium brassicicola
Cladosporium brassicicola är en svampart som beskrevs av Sawada 1959. Cladosporium brassicicola ingår i släktet Cladosporium och familjen Davidiellaceae.   Inga underarter finns listade i Catalogue of Life.